# Torsten Krentz
Torsten Krentz (Demmin, RDA, 19 de mayo de 1966) es un deportista de la RDA que compitió en piragüismo en la modalidad de aguas tranquilas. Ganó cuatro medallas en el Campeonato Mundial de Piragüismo en los años 1989 y 1990.

## Palmarés internacional
| Campeonato Mundial | Campeonato Mundial | Campeonato Mundial | Campeonato Mundial |
| Año                | Lugar              | Medalla            | Evento             |
| ------------------ | ------------------ | ------------------ | ------------------ |
| 1989               | Plovdiv (Bulgaria) | Medalla de plata   | K1 1000 m          |
| 1989               | Plovdiv (Bulgaria) | Medalla de bronce  | K4 1000 m          |
| 1990               | Poznań (Polonia)   | Medalla de bronce  | K1 10 000 m        |
| 1990               | Poznań (Polonia)   | Medalla de bronce  | K4 1000 m          |